# Supermarine Walrus
Supermarine Walrus (pol. mors) – amfibijna łódź latająca zaprojektowana przez R.J. Mitchella i produkowana w zakładach Supermarine, używana jako samolot rozpoznawczy i ratowniczy.

## Historia powstania

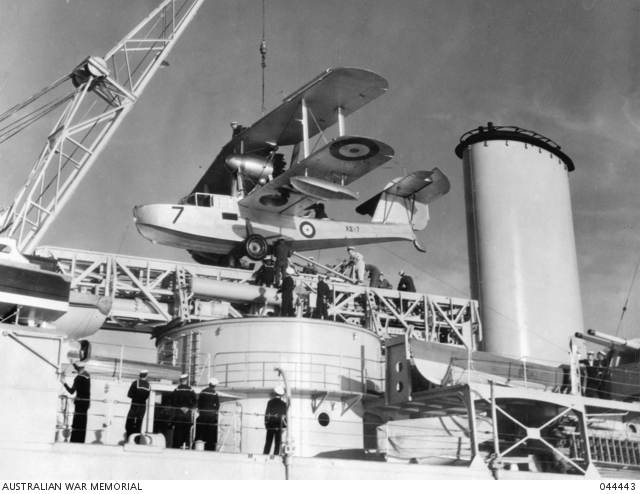
umieszczenie samolotu na statku

Walrus powstał na zamówienie Royal Australian Navy jako samolot pokładowy dla krążowników.  W fazie projektowej otrzymał wewnętrzne oznaczenie firmy jako Supermarine Type 228, pierwszy lot prototypu odbył się 21 czerwca 1933.
Samolot w wersji australijskiej otrzymał oznaczenie Seagull Mk V, pomimo że była to nowa konstrukcja, różniąca się od wcześniejszego Supermarine Seagull Mk III. Australijska marynarka wojenna zamówiła 24 egzemplarze samolotu, których dostawy rozpoczęto w 1936 roku. Pierwszym okrętem wyposażonym w Seagull V był HMAS „Australia”. Także brytyjskie Ministerstwo Lotnictwa zdecydowało się zamówić ten typ samolotu pod nazwą Supermarine Walrus.

## Opis konstrukcji
Dwupłatowa amfibijna łódź latająca napędzana przez jeden silnik pchający. Skrzydła mogły być składane dla hangarowania na pokładzie okrętu. Kadłub samolotu w zależności od wersji był metalowy (Seagull V, Walrus I) lub drewniany (Walrus II). W 1944 niektóre samoloty zostały wyposażone w radar ASV Mk II.
Walrus został zaprojektowany do startów z katapulty pokładowej (był pierwszym amfibijnym samolotem na świecie który mógł startować z katapulty z pełnym obciążeniem). Pomimo swojego raczej niezgrabnego wyglądu i stosunkowo niskiej mocy silnika był on w stanie wykonywać akrobacje lotnicze takie jak pętla czy odwrócona pętla, jednak jeżeli w głównym pływaku samolotu znajdowało się choć trochę wody dawała ona o sobie znać przy wykonywaniu tych manewrów i piloci więcej już nie próbowali takich sztuczek.
Dość unikalną cechą Walrusa było to, że kolumna sterowa nie była wmontowana na stałe, ale można ją było wyjmować, także w czasie lotu, i przekładać do jednego z dwóch gniazd.  Zazwyczaj na pokładzie samolotu znajdowała się tylko jedna kolumna sterowa i kiedy jeden pilot przekazywał kierowanie samolotem drugiemu, przekazywał mu całą kolumnę sterową.

## Wersje produkcyjne

### Seagull V
Wersja australijska, 24 egzemplarze, zamówiona w sierpniu 1934, wyposażona w silnik Bristol Pegasus IIM2 o mocy 620 KM.  Produkowany w latach 1935 – 1938, sześć samolotów tego typu zostało także zamówionych przez Turcję, dostarczono je w 1938 roku. Załoga składała się z trzech osób, samolot uzbrojony był w dwa pojedyncze karabiny maszynowe Vickers K w otwartych stanowiskach z przodu i w tylnej części kadłuba.

### Supermarine Walrus I
Angielska wersja Seagull V z wprowadzonymi niewielkimi zmianami konstrukcyjnymi.  Pierwsze 12 egzemplarzy zamówiono w 1935, samoloty początkowo otrzymały wewnętrzne oznaczenie firmy Supermarine Type 236 zmienione później na oficjalne Walrus I.

### Supermarine Walrus II
Wersja Walrusa I ale z drewnianym, a nie metalowym kadłubem. Dwa pierwsze prototypy powstały w zakładach Supermarine po przebudowaniu Walrusów I (numery seryjny X1045, X1046), pierwszy lot tej wersji odbył się 2 maja 1940.  Produkcja została przekazana zakładom Saunders Roe i łącznie zbudowano 190 egzemplarzy tego typu, służył głównie w roli samolotu treningowego.  Niektóre egzemplarze przekazano do RNZAF, RAN i RCN.

## Użytkownicy

### Użytkownicy wojskowi
- Fuerza Aérea Argentina
- Royal Australian Air Force
- Royal Canadian Air Force
- Egipskie Siły Powietrzne
- Francuskie Siły Powietrzne
- Irlandzki Korpus Lotniczy
- Royal New Zealand Air Force
- Radzieckie Siły Powietrzne
- Tureckie Siły Powietrzne
- : Royal Navy, Fleet Air Arm, Royal Air Force

### Użytkownicy cywilni
- : linia lotnicza Amphibious Airways
- : dwa samoloty używane na okręcie wielorybniczym Willem Barendsz
- : linia lotnicza Vestlandske Luftfartsskelskap
- : firma United Whalers